# لوگو (شبکه تلویزیونی)
لوگو(به انگلیسی: Logo) یک تلویزیون کابلی دیجیتال کابلی متعلق به ویاکام است که در ژوئن ۲۰۰۵ تأسیس شد و به مسائل دگرباشی جنسی می‌پردازد. 